# Helge Kjærulff-Schmidt
Helge Kjærulff-Schmidt, född 22 februari 1906 i Nyborg, död 9 juli 1982 i Frederiksberg, var en dansk skådespelare.
Kjærulff-Schmidt debuterade på Betty Nansen Teatret och var därefter knuten till Odense Teater samt olika teatrar i landsorten de kommande tre säsongerna.

## Filmografi i urval
- 1946 – Op med lille Martha
- 1952 – H.C. Andersens sagor
- 1955 – Fyrtornet och Släpvagnen på äventyr
- 1955 – Amor i fara
- 1967 – SS Martha
- 1971 – Ballade på Christianshavn
- 1977 – Huset på Christianshavn (TV-serie)
- 1978–1981 – Matador (TV-serie)

## Utmärkelser
- Riddare av Dannebrogorden,  1966[1]

[Redigera Wikidata]